# شب مهتابی بر فراز رود دنیپر
شب مهتابی بر فراز رود دنیپر  یک نقاشی رنگ روغن روی بوم است که در سال ۱۸۸۰ توسط نقاش اوکراینی، آرخیپ کویندژی خلق شده‌است.

## توضیح اثر
این نقاشی منظره ای از سواحل رودخانه دنیپر را در شب هنگامی که ماه کامل است نشان می‌دهد. خط افق در ترکیب بندی نقاشی آنقدر پایین آمده که بخش بسیار زیادی از نقاشی توسط آسمان اشغال شده‌است و نور ماه توسط رودخانه منعکس می‌شود.

## تاریخچه
کویژندری این نقاشی را در تابستان و پاییز سال ۱۸۸۰ میلادی آغاز کرد. بعد از شروع روند نقاشی، وی کارگاه خود را به روی عموم به مدت دو ساعت در هر یکشنبه باز می‌کرد تا کسانی که تمایل به دیدن او در حین کار هستند از وی دیدن کنند. حتی قبل از نمایش عمومی اثر در گالری، نقاشی توسط دوک بزرگ کنستانتین کنستانوویچ در کارگاهش خریداری شد. از نام برخی از دوستان و همکاران کویژندری که در طی نقاشی از او دیدن کردند می‌توان به ایوان تورگنیف، یاکوف پولانسکی، ایوان کرامسکوی و دیمیتری مندلیف اشاره کرد.
این نقاشی بعد از اتمام در سالن انجمن برای تشویق هنرمندان در سنت پترزبورگ به نمایش درآمد. کویژندری بر سازوکار نور در نقاشی‌هایش بسیار حساس بود و به همین دلیل حساسیت مضاعف و بیشتری بر نقاشی شب مهتابی داشت. نقاشی بر روی یک دیواری قرار گرفت که پرده‌ها تمام پنجره‌های سالن را پوشانده بود تا مانع از ورود نور اضافه و ناخواسته بر روی تابلو شود. همچنین نوری مصنوعی با دقت بالا بر روی مرکز تابلو تنظیم شده بود تا بر ویژگی‌های آن بیشتر تأکید شود.
بر خلاف معمول، نقاشی شب مهتابی تنها اثر نمایش داده شده در گالری بود و این قضیه را زمانی عجیبتر می‌کرد که موضوع نقاشی، اثری متواضعانه از طبیعت بود. اندازه نقاشی تقریباً کوچک و تنها یک منظره را نشان می‌داد اما با اینحال جمعیت عظیمی از مردم بیرون سالن به صف شده بودند تا از نقاشی دیدن کنند و بازدیدکنندگان به صورت گروه‌بندی شده به داخل فرستاده می‌شدند تا مانع از آسیب به اثر ناشی از ازدحام شود. طبق روایت برخی از افراد، بازدیدکنندگان معتقد بودند که در پشت تابلو لامپی نصب شده تا نور مهتاب را شبیه‌سازی کند چراکه نور مهتاب بسیار واقع گرایانه بود و برخی به دنبال منبع نور خارجی در طی نمایشگاه بودند.